# Грейсон (Оклахома)
Грейсон (англ. Grayson) — місто (англ. town) в США, в окрузі Окмалгі штату Оклахома. Населення — 127 осіб (2020).

## Географія
Грейсон розташований за координатами 35°30′19″ пн. ш. 95°52′19″ зх. д. / 35.50528° пн. ш. 95.87194° зх. д. (35.505340, -95.871848).  За даними Бюро перепису населення США в 2010 році місто мало площу 2,88 км², уся площа — суходіл.

## Демографія
Згідно з переписом 2010 року, у місті мешкало 159 осіб у 68 домогосподарствах у складі 45 родин. Густота населення становила 55 осіб/км².  Було 75 помешкань (26/км²).
Расовий склад населення:
| - 53,5 % — чорних або афроамериканців - 14,5 % — білих - 10,7 % — корінних американців |

До двох чи більше рас належало 21,4 %. Частка іспаномовних становила 3,8 % від усіх жителів.
За віковим діапазоном населення розподілялося таким чином: 23,3 % — особи молодші 18 років, 52,8 % — особи у віці 18—64 років, 23,9 % — особи у віці 65 років та старші. Медіана віку мешканця становила 49,9 року. На 100 осіб жіночої статі у місті припадало 89,3 чоловіків;  на 100 жінок у віці від 18 років та старших — 90,6 чоловіків також старших 18 років.
Середній дохід на одне домашнє господарство  становив 39 762 долари США (медіана — 32 083), а середній дохід на одну сім'ю — 56 944 долари (медіана — 68 056). За межею бідності перебувало 17,3 % осіб, у тому числі 29,7 % дітей у віці до 18 років та 20,5 % осіб у віці 65 років та старших.
Цивільне працевлаштоване населення становило 41 осіб. Основні галузі зайнятості: освіта, охорона здоров'я та соціальна допомога — 31,7 %, публічна адміністрація — 24,4 %, науковці, спеціалісти, менеджери — 12,2 %, виробництво — 9,8 %.